# Élections municipales de 2026 à Caen
Pour des articles plus généraux, voir Élections municipales françaises de 2026 et Élections municipales de 2026 dans le Calvados.
Les élections municipales de 2026 à Caen auront lieu en mars 2026. Elles visent au renouvellement du conseil municipal et du conseil communautaire de la communauté urbaine de Caen la Mer.

## Modalités du scrutin

### Dates
Ces élections se tiendront en mars 2026, les dates précises seront annoncées par décret au moins 3 mois avant le scrutin.

### Mode de scrutin
L'élection des conseillers municipaux et communautaires se déroule selon un scrutin de liste à deux tours avec prime majoritaire : les candidats se présentent en listes complètes avec la possibilité de deux candidats supplémentaires. Lors du vote, on ne peut faire ni adjonction, ni suppression, ni modification de l'ordre de présentation des listes. Chaque bulletin de vote comporte deux listes : une liste de candidats aux seules élections municipales et une liste de ceux également candidats au conseil communautaire.
Le nombre de sièges à pourvoir au conseil municipal de Caen correspond à celui des communes dont la population est comprise entre 100 000 et 150 000 habitants, soit 55 sièges. Les conseillers municipaux sont élus au suffrage universel direct pour une durée de mandat de six ans. L'élection se termine au premier tour en cas de majorité absolue. Le cas échéant, un second tour a lieu. Les listes qui ont obtenu au moins 10 % des suffrages exprimés au premier tour peuvent se présenter au second. Les candidats des listes qui ont obtenu plus de 5 % des suffrages exprimés au premier tour peuvent rejoindre une autre liste.
La liste ayant obtenu le plus de voix se voit attribuer la moitié des sièges, arrondie à l'entier supérieur si nécessaire. Ainsi, la liste majoritaire obtiens automatiquement 28 sièges. Les 27 sièges restants sont attribués à la représentation proportionnelle à la plus forte moyenne aux listes ayant obtenu au moins 5 % des suffrages exprimés au second tour (ou au premier tour en cas de tour unique).

## Contexte

### Scrutin précédent
Les élections municipales de 2020 ont été marquées par une abstention massive en raison de la pandémie de Covid-19, la participation s'étant effondrée de 59 % lors du 1er tour en 2014 à 38 % en 2020.
Sur le plan local, la liste conduite par le républicain Joël Bruneau, candidat à sa propre succession, et rallié par l'UDI, le MoDem qui lui étaient opposés en 2014, ainsi que par La République en Marche, obtient la majorité absolue dès le 1er tour et maintient sa position en obtenant autant de sièges qu'à l'élection précédente.
L'opposition est en revanche fragmentée, là où la liste Europe Écologie - Les Verts avait pu fusionner avec la liste Parti socialiste-Parti radical de gauche-Parti communiste en 2014, la victoire dès le 1er tour de la liste du maire sortant rends impossible la reproduction de ce schéma. Ainsi la liste EÉLV - PRG - PCF obtient 6 sièges et la liste PS - Génération.s en obtient 2, pour un total de 8 sièges soit 4 de moins qu'en 2014.
Enfin, Aurélien Guidi (divers gauche) et Isabelle Gilbert (Rassemblement national), parviennent tout deux à entrer au conseil municipal, leurs listes respectives ayant tout juste passé la barre des 5 %, ne leur permettant d'envoyer à la mairie que leurs têtes de liste.

### Contexte politique local
A la suite de son élection en tant que député de la 1re circonscription, Joël Bruneau, maire de Caen depuis 2014, démissionne de ses postes de maire et de président de Caen La Mer, laissant ainsi Aristide Olivier à la tête de la ville.

## Candidatures déclarées
Rudy L'Orphelin, conseiller municipal d'opposition et conseiller communautaire, déjà tête de liste en 2014 et en 2020, est le premier acteur à se déclarer candidat pour le poste de maire de Caen le 28 janvier 2025, il mènera donc à nouveau une liste écologiste en appelant les autres forces de gauche à le rejoindre. Lors d'une conférence de presse tenue le 16 juin 2025, le Parti socialiste et le Parti communiste ont annoncé leur soutien et leur participation à la liste du candidat écologiste.
Le 28 juillet 2025, le président départemental du Parti radical Thomas Chevalier annonce qu'il se présente.

## Sondages
Tout sondage d'opinion est affecté par une marge d'erreur.
Une couleur arbitraire est associée à chaque institut de sondage ; ces couleurs sont une aide visuelle et ne correspondent pas à une tendance politique.

## Résultats
|                              |                  |               |              |              |             |             |        |        |  |
| Tête de liste                | Tête de liste    | Liste         | Premier tour | Premier tour | Second tour | Second tour | Sièges | Sièges |  |
| Tête de liste                | Tête de liste    | Liste         | Voix         | %            | Voix        | %           | CM     | CC     |  |
|                              | Thomas Chevalier | PRV           |              |              |             |             |        |        |  |
| Caen Dynamique               |                  |               |              |              |             |             |        |        |  |
|                              | Rudy L'Orphelin  | LÉ - PS - PCF |              |              |             |             |        |        |  |
| Caen la ville nous rassemble |                  |               |              |              |             |             |        |        |  |
|                              |                  |               |              |              |             |             |        |        |  |
| Votes valides                |                  |               |              |              |             |             |        |        |  |
| Votes blancs                 |                  |               |              |              |             |             |        |        |  |
| Votes nuls                   |                  |               |              |              |             |             |        |        |  |
| Total                        | Total            | Total         |              | 100          |             | 100         | 55     | 43     |  |
| Abstention                   |                  |               |              |              |             |             |        |        |  |
| Inscrits / participation     |                  |               |              |              |             |             |        |        |  |